# Kim Borg
Kim Borg (Helsinki, 7 agosto 1919 – Humlebæk, 28 aprile 2000) è stato un basso-baritono e compositore finlandese.

## Biografia
Studiò canto nella città natale e poi, dal 1948 al 1949, alla Sibelius Akademia.
Dopo aver svolto sin dal 1947 attività di cantante da camera, nel 1951 debuttò come cantante d'opera estendendo la propria attività ai maggiori centri d'Europa, Stati Uniti, Israele e Canada.
Incise molti dischi ed era anche laureato in chimica.

## Repertorio
| Ruolo                         | Titolo                          | Autore     |
| ----------------------------- | ------------------------------- | ---------- |
| Don Pizzarro                  | Fidelio                         | Beethoven  |
| Schigolch                     | Lulu                            | Berg       |
| Eugenio Onegin Gremin         | Eugenio Onegin                  | Čajkovskij |
| Arkel                         | Pelléas e Mélisande             | Debussy    |
| Mefistofele                   | Faust                           | Gounod     |
| Osmino                        | Il ratto dal serraglio          | Mozart     |
| Conte d'Almaviva              | Le nozze di Figaro              | Mozart     |
| Don Giovanni                  | Don Giovanni                    | Mozart     |
| Sarastro                      | Il flauto magico                | Mozart     |
| Boris Godunov Pimen Sčelgakov | Boris Godunov                   | Musorgskij |
| Messaggero                    | Antigone                        | Orff       |
| Colline                       | La bohème                       | Puccini    |
| Barone Scarpia                | Tosca                           | Puccini    |
| Don Basilio                   | Il barbiere di Siviglia         | Rossini    |
| Filippo II                    | Don Carlo                       | Verdi      |
| Hans Sachs                    | I maestri cantori di Norimberga | Wagner     |
| Re Marke                      | Tristano e Isotta               | Wagner     |